# Exfoliación (botánica)

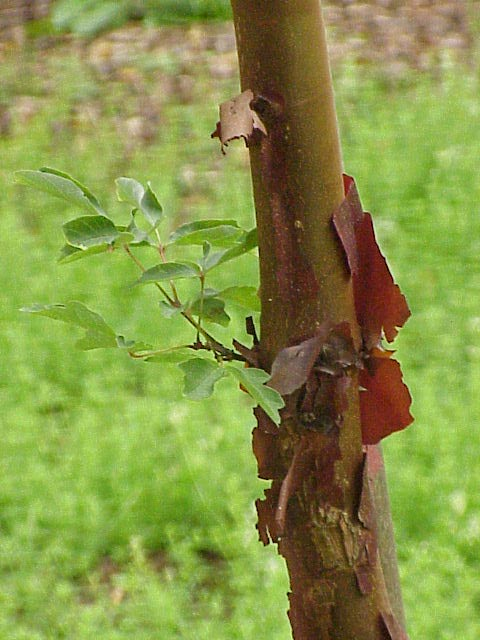
Corteza exfoliada del "arce de papel" Acer griseum.

La exfoliación (del latín "foliate", “relativo a hojas”) tiene dos significados en botánica, uno es la pérdida de hojas, el otro es la pérdida de corteza en placas como hojas.
En su primera acepción, significa la remoción o pérdida de hojas de una planta. Se usa tanto para describir la pérdida o caída de hojas como parte natural del ciclo de vida (como es el caso del árbol caduco que pierde sus hojas en otoño) o debido a algún trauma o causa externa (tales como deshidratación, infestación de gusanos, o fuerza de viento huracanados).
En su segunda acepción, el término “corteza exfoliada” describe el proceso natural y la condición del descascarado de la corteza de un tronco, típicamente en grandes piezas que pueden permanecer parcialmente fijadas al tronco hasta que tras un tiempo se desprenden completamente por los elementos de una exfoliación subsecuente o eventual de más capas adicionales de corteza. Ejemplos de árboles con corteza exfoliada son el "arce de papel" Acer griseum, el género Eucaliptus y varias especies de Betula.